# UrDinkel

Logo UrDinkel

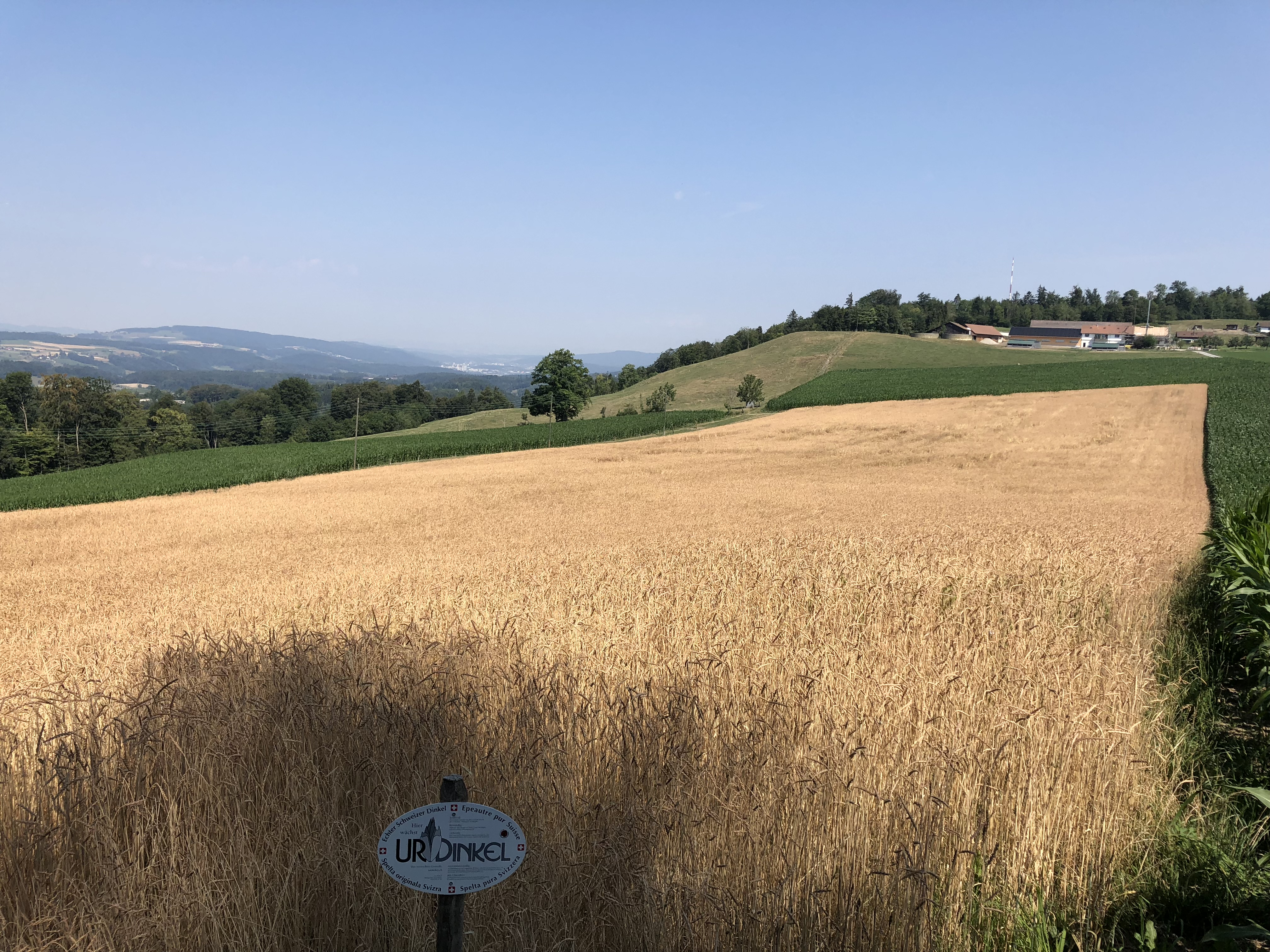
UrDinkelfeld auf dem Albis

UrDinkel ist eine in der Schweiz gebräuchliche Marke für Dinkel aus vorgegebenem Anbau. Sie garantiert die ausschliessliche Verwendung von alten Schweizer Dinkelsorten, die nicht mit modernem Weizen gekreuzt wurden.
Das Logo und die Bezeichnung UrDinkel wurden 1996 von der Schweizer Interessengemeinschaft (IG) Dinkel ins Leben gerufen und als Marke eingetragen. Das dazu verbindliche Pflichtenheft für UrDinkel regelt den Anbau, die Verarbeitung und die Deklaration. UrDinkel wird nach den Richtlinien der Vermarktungsverbände IP-Suisse (der integrierten Landwirtschaft) und Bio Suisse (der biologischen Landwirtschaft), und ausschliesslich in angestammten Schweizer Anbaugebieten angebaut. Als Erkennungszeichen dient das ovale Logo, das auf Verpackungen aufgedruckt oder als essbare Oblate auf UrDinkel-Broten angebracht ist.

## Hintergrund

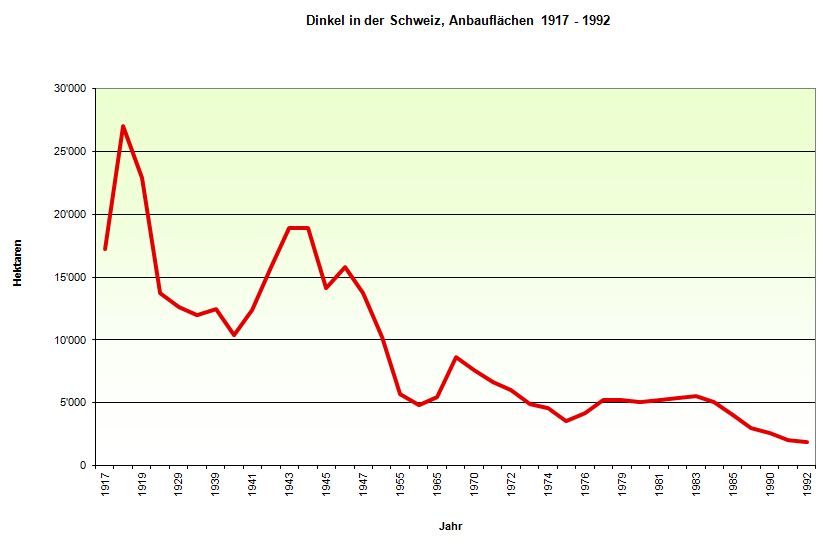
Entwicklung der Anbaufläche von Dinkel in der Schweiz von 1917 bis 1993.

Anfang des 20. Jahrhunderts betrug die angebaute Dinkelfläche in der Schweiz durchschnittlich 16'000 Hektaren pro Jahr. Bis zum Jahr 1993 ging diese Fläche kontinuierlich bis auf 1000 Hektaren zurück. Gründe dafür waren die Mechanisierung der Landwirtschaft und der wachsende Anbau von Weizen. Auch bestand der grösste Teil des verbleibenden Dinkels aus Kreuzungen mit Weizen, da nur so der Ertrag einigermassen mit dem von Weizen mithalten konnte.
Um den Anbau von Dinkel in der Schweiz zu retten und wieder auszudehnen, wurde am 8. März 1995 von Bauern und Müllern die IG Dinkel gegründet. Sie hat u. a. zum Ziel, den Dinkelanbau aus angestammten Gebieten zu fördern, ein breites Angebot an Dinkelprodukten anzubieten und bei der Züchtung mitzuwirken. Im Gründungsjahr waren 230 Bauern und Müller dabei.
Im Jahr 2019 sind rund 2360 Bauern und Müller Mitglieder der IG Dinkel. Die Aussaat 2017/2018 bezifferte der Geschäftsführer, Thomas Kurth, auf 3020 Hektaren IP-Suisse-UrDinkel (+6 %) und 340 Hektaren Bio Suisse UrDinkel (+18 %). 2020 und 2021 konnte das Wachstum weiter fortgesetzt werden.

## Richtlinien
Damit die Marke UrDinkel als Bezeichnung für ein Produkt verwendet werden darf, muss das Pflichtenheft für UrDinkel eingehalten werden. Dies umfasst im Wesentlichen die folgenden vier Punkte:
- Es dürfen nur alte, nicht mit Weizen gekreuzte Schweizer Dinkelsorten verwendet werden.
- Der Anbau erfolgt grundsätzlich nach den Richtlinien von IP-Suisse oder Bio Suisse.
- Die Betriebe, die UrDinkel produzieren, liegen in angestammten Anbaugebieten.
- In UrDinkel-Produkten dürfen nur Spuren von Fremdgetreide enthalten sein.

Die vom Bund anerkannte Kontrollstelle ProCert prüft die Einhaltung des Pflichtenheftes in allen Produktions- und Verarbeitungsbetrieben von UrDinkel. Zertifizierte UrDinkel-Produkte tragen deshalb, zusätzlich zur Marke UrDinkel, auch den Hinweis auf die Zertifizierung durch ProCert.
Besteht eine Mangelsituation bei UrDinkel, etwa infolge von Missernten oder eines Nachfrageüberhangs, kann der Vorstand Notmassnahmen beschliessen. Infolge werden etwa Importe zugelassen oder die Beschaffung von alten Dinkelsorten aus konventioneller Landwirtschaft.

## Alte Sorten
Für UrDinkel sind ausschliesslich alte, nicht mit Weizen gekreuzte Schweizer Dinkelsorten zugelassen. Seit 1996 gehören dazu die beiden Sorten Oberkulmer Rotkorn und Ostro. Sie zeichnen sich durch ausgesprochen lange Halme aus. Dies beeinträchtigt deren Standfestigkeit. Bei der Züchtung moderner Dinkelsorten wurden die Halme durch Kreuzung mit Weizen verkürzt, um dichtere Saatbestände und höhere Erträge zu ermöglichen. Beim Anbau von UrDinkel kann nahezu kein organischer oder mineralischer Dünger eingesetzt werden, da die Halme sonst bereits vor der Blüte knicken. Das Ertragspotenzial pro Fläche ist deshalb niedriger als bei Dinkel-Weizen-Kreuzungen.
Charakteristisch für die alten, langhalmigen Sorten Ostro und Oberkulmer Rotkorn sind viel Kleberprotein, sowie weiche, dehnbare aber unelastische Teige. Im Gegensatz zu modernen Weizen- und Dinkelsorten, die auf eine hohe Teigstabilität gezüchtet wurden, besteht bei UrDinkel-Sorten die ursprüngliche Proteinzusammensetzung (Verhältnis von Glutenin zu Gliadin). Durch die Gelelektrophorese zeigt sich, dass Ostro und Oberkulmer Rotkorn die weizentypische oberste ω-Gliadin-Bande nicht aufweisen. UrDinkel-Teige neigen zum Breitlaufen, deshalb erfordern sie besonderes Fingerspitzengefühl bei der Verarbeitung und spezielle Rezepte (z. B. mit Brühstück).

## Produktionsweise

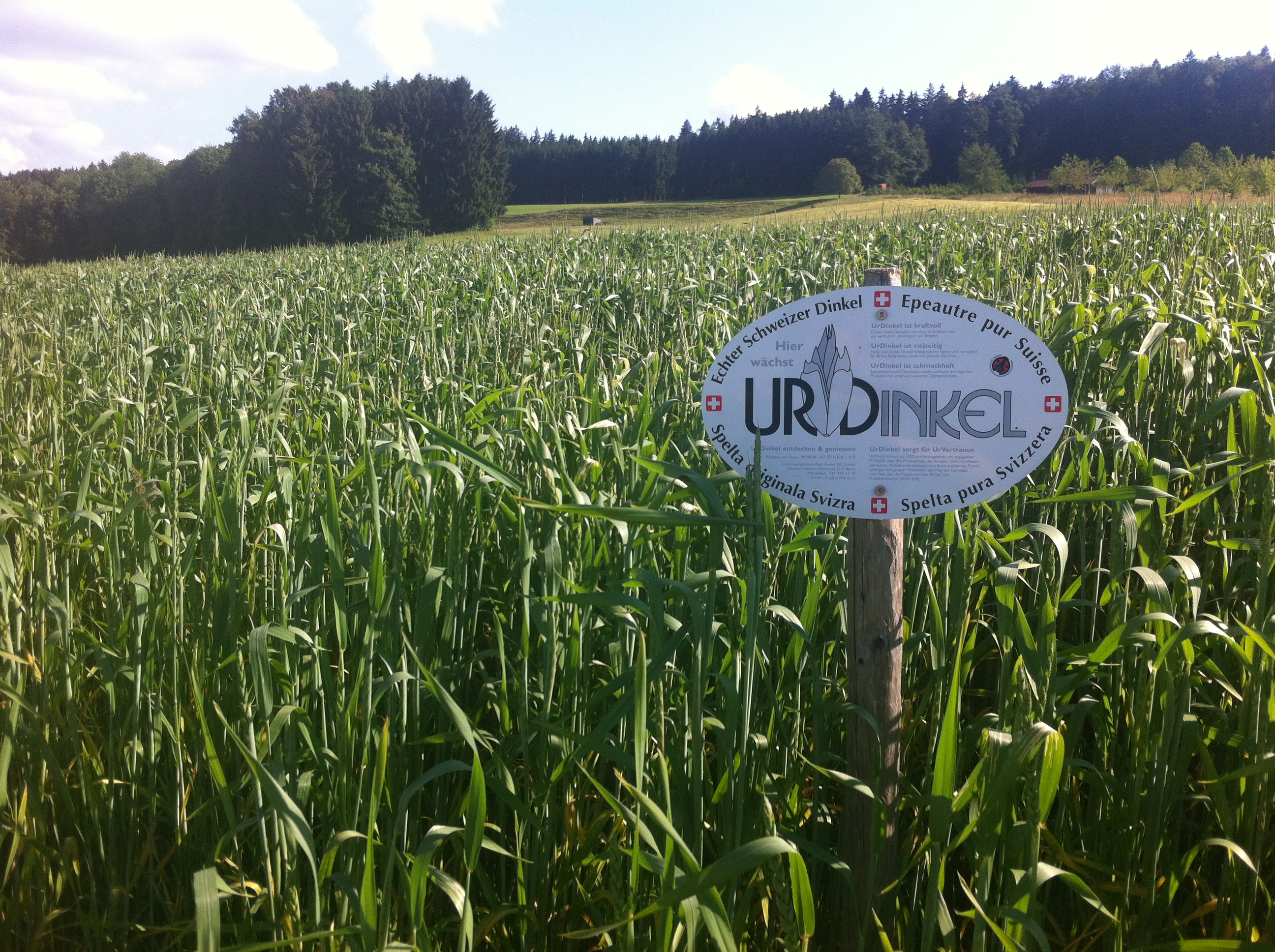
UrDinkel-Feld im aargauischen Buttwil (CH)

Das Pflichtenheft für UrDinkel erlaubt ausschliesslich den Anbau auf IP-Suisse oder Bio Suisse anerkannten Betrieben. Diese beiden Labelprogramme verbieten den Einsatz von Wachstumsregulatoren sowie chemisch-synthetischen Fungiziden und Insektiziden.

## Angestammte Anbaugebiete
Anbauverträge für UrDinkel werden nur mit Produzenten abgeschlossen, welche sich in einem angestammten Anbaugebiet befinden. Ein angestammtes Anbaugebiet wird im Pflichtenheft für UrDinkel definiert als ein Gebiet, das sich:
- a) maximal 40 Fahrkilometer entfernt von einer 1995 vom Bundesamt für Landwirtschaft anerkannten Referenz-Röllmühle (auch Schälmühle genannt) befindet.
- b) maximal 40 Fahrkilometer entfernt von einer, gemäss dem Ergänzungsreglement[12] der IG Dinkel zugelassenen Ersatz-Röllsammelstelle, befindet.

Durch diesen Zusatz werden kurze Transportwege vom Feld zur Mühle angestrebt, die regionale Verarbeitung und damit einhergehend die Erhaltung der Wertschöpfung in ländlichen Regionen verfolgt. Die Marke UrDinkel bietet den Herkunftsschutz nach Vorbild einer AOC-Marke, ist jedoch privatrechtlich geschützt.

## Deklaration
Bei UrDinkel-Produkten wird eine grösstmögliche Reinheit angestrebt. In der Wertschöpfungskette ist eine 100%ige Reinheitsgarantie nicht umsetzbar. Deshalb ist ein Anteil von 0,9 % Fremdgetreide als Toleranzwert erlaubt. Der Zusatz von Weizengluten ist verboten. Für die eindeutige Identifizierung eines reinen UrDinkel-Produktes mit Bio-Qualität dient die Marke UrDinkel auf der Verpackung oder direkt auf dem Produkt.

## Nährwerte
Weiss-, Ruch- und Vollkornmehle aus UrDinkel weisen die folgenden Nährwerte auf (Nährstoffgehalt pro 100 g essbarem Anteil):
|                                  | UrDinkel Weissmehl (Typ 550) | UrDinkel Ruchmehl (Typ 1 100) | UrDinkel Vollkornmehl (Typ 1 900) |
| -------------------------------- | ---------------------------- | ----------------------------- | --------------------------------- |
| Energie in kJ/100 g              | 1 480                        | 1 480                         | 1 460                             |
| Kohlenhydrate, total, in g/100 g | 69                           | 65                            | 60                                |
| Nahrungsfasern in g/100 g        | 2,8                          | 5,7                           | 9,4                               |
| Fett in g/100 g                  | 1,5                          | 2,2                           | 2,7                               |
| Protein in g/100 g               | 13,3                         | 14,3                          | 15,6                              |
| Wasser in g/100 g                | 13,1                         | 12,7                          | 12,4                              |